# 争取左翼重建 (2009年)
争取左翼重建（意大利语：Rifondazione per la Sinistra）是意大利重建共产党过去的政治派系。该派系形成于2009年1月31日，由原来的“争取左翼重建”派系中决定不退出重建共产党的人组成。该派系成立时取名为直到重建左翼，后来才改为现名。该派系的领导人是奥斯托·罗基。该派系被认为是重建共产党内的右翼。